# 하월숲땃쥐
하월숲땃쥐(Sylvisorex howelli)는 땃쥐과에 속하는 포유류의 일종이다. 탄자니아의 고유종이다. 자연 서식지는 아열대 또는 열대 기후 지역의 습윤 산지 숲이다.

## 아종
2종의 아종이 알려져 있다.
- Sylvisorex howelli howelli
- Sylvisorex howelli usambarensis